# Diócesis de Saint-Dié
La diócesis de Saint-Dié (en latín: Dioecesis Sancti Deodati y en francés: Diocèse de Saint-Dié) es una circunscripción eclesiástica de la Iglesia católica en Francia. Se trata de una diócesis latina, sufragánea de la arquidiócesis de Besanzón. Desde el 8 de septiembre de 2023 es sede vacante y su administrador diocesano es el presbítero Denis Beligné. 

## Territorio y organización

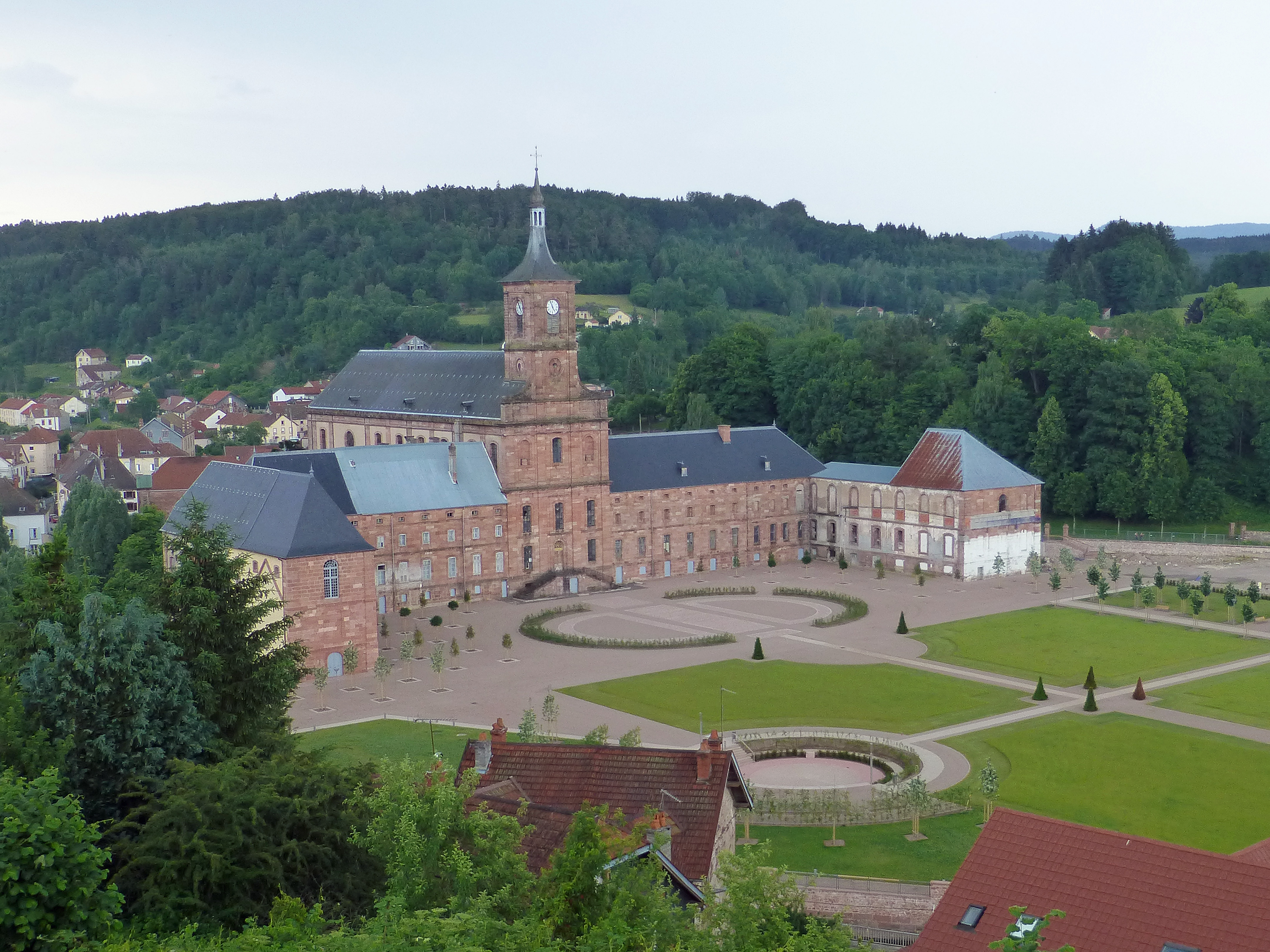
Abadía de Moyenmoutier, fundada por san Hidulfo hacia el año 671

La diócesis tiene 5903 km² y extiende su jurisdicción sobre los fieles católicos de rito latino residentes en el departamento de Vosgos de la región de Gran Este.
La sede de la diócesis se encuentra en la ciudad de Épinal, mientras que en Saint-Dié-des-Vosges se halla la Catedral de San Deodato.
En 2022 en la diócesis existían 46 parroquias.

## Historia
La diócesis fue erigida el 21 de julio de 1777 con la bula Relata semper del papa Pío VI. Su territorio estaba formado en parte por parroquias tomadas de la diócesis de Toul; en parte con las posesiones de las antiguas grandes abadías de Étival, Senones y Moyenmoutier; y finalmente con las posesiones de la colegiata nullius dioecesis de Saint-Dié. Originalmente era sufragánea de la arquidiócesis de Tréveris.
Tras el Concordato del 29 de noviembre de 1801 con la bula Qui Christi Domini del papa Pío VII, la diócesis fue suprimida y su territorio se fusionó con el de la diócesis de Nancy. Sin embargo, el obispo Barthélemy-Louis-Martin de Chaumont de La Galaisière se negó a dimitir.
En junio de 1817 se estipuló un nuevo concordato entre la Santa Sede y el gobierno francés, al que siguió el 27 de julio la bula Commissa divinitus, con la que el papa restauró la sede de Saint-Dié. Sin embargo, dado que el concordato no entró en vigor al no ser ratificado por el Parlamento de París, esta erección no tuvo efecto; en consecuencia, el obispo ya nombrado, Agustín Luis de Montblanc, nunca pudo tomar posesión de su sede.
La diócesis fue restablecida definitivamente como sufragánea de la arquidiócesis de Besanzón el 6 de octubre de 1822 con la bula Paternae charitatis del papa Pío VII.
El 10 de julio de 1874, a raíz de los cambios territoriales provocados por la guerra franco-prusiana, cedió una parte de su territorio a la diócesis de Estrasburgo (hoy arquidiócesis de Estrasburgo).
Desde 1944 el obispo reside en Épinal, capital del departamento.

## Estadísticas
Según el Anuario Pontificio 2023 la diócesis tenía a fines de 2022 un total de 292 500 fieles bautizados.
| Año                                                                             | Población            | Población | Población      | Sacerdotes | Sacerdotes    | Sacerdotes    | Bautizados por sacerdote | Diáconos permanentes | Religiosos | Religiosos | Parroquias |
| Año                                                                             | Bautizados católicos | Total     | % de católicos | Total      | Clero secular | Clero regular | Bautizados por sacerdote | Diáconos permanentes | Varones    | Mujeres    | Parroquias |
| ------------------------------------------------------------------------------- | -------------------- | --------- | -------------- | ---------- | ------------- | ------------- | ------------------------ | -------------------- | ---------- | ---------- | ---------- |
| 1950                                                                            | 338 900              | 342 315   | 99.0           | 479        | 466           | 13            | 707                      |                      | 11         | 844        | 483        |
| 1970                                                                            | 380 000              | 388 201   | 97.9           | 493        | 461           | 32            | 770                      |                      | 42         | 990        | 459        |
| 1980                                                                            | 387 000              | 404 000   | 95.8           | 432        | 421           | 11            | 895                      | 1                    | 18         | 805        | 462        |
| 1990                                                                            | 389 000              | 399 000   | 97.5           | 303        | 293           | 10            | 1283                     | 4                    | 20         | 683        | 462        |
| 1999                                                                            | 337 434              | 386 234   | 87.4           | 246        | 237           | 9             | 1371                     | 17                   | 16         | 470        | 462        |
| 2000                                                                            | 331 661              | 380 461   | 87.2           | 242        | 230           | 12            | 1370                     | 18                   | 19         | 455        | 57         |
| 2001                                                                            | 372 062              | 380 362   | 97.8           | 223        | 216           | 7             | 1668                     | 18                   | 15         | 423        | 57         |
| 2002                                                                            | 372 652              | 380 952   | 97.8           | 221        | 213           | 8             | 1686                     | 18                   | 13         | 414        | 49         |
| 2003                                                                            | 370 000              | 380 952   | 97.1           | 211        | 206           | 5             | 1753                     | 18                   | 8          | 397        | 49         |
| 2004                                                                            | 370 000              | 380 952   | 97.1           | 208        | 200           | 8             | 1778                     | 23                   | 11         | 391        | 49         |
| 2010                                                                            | 289 000              | 385 000   | 75.1           | 143        | 137           | 6             | 2020                     | 22                   | 10         | 258        | 57         |
| 2014                                                                            | 315 170              | 379 724   | 83.0           | 90         | 90            |               | 3051                     | 23                   | 7          | 206        | 46         |
| 2017                                                                            | 311 400              | 375 226   | 83.0           | 69         | 69            |               | 4513                     | 29                   | 5          | 174        | 46         |
| 2020                                                                            | 303 105              | 369 641   | 82.0           | 59         | 59            |               | 5137                     | 30                   | 5          | 145        | 46         |
| 2022                                                                            | 292 500              | 359 520   | 81.4           | 86         | 81            | 5             | 3401                     | 28                   | 10         | 126        | 46         |
| Fuente: Catholic-Hierarchy, que a su vez toma los datos del Anuario Pontificio. |                      |           |                |            |               |               |                          |                      |            |            |            |

## Episcopologio
- Barthélemy-Louis-Martin de Chaumont de La Galaisière † (21 de julio de 1777-1801 depuesto)[nota 1]
  - Sede suprimida (1801-1822)
  - Augustin-Louis de Montblanc † (1 de octubre de 1817-27 de junio de 1821 nombrado obispo coadjutor de Tours[nota 2]) (obispo electo)
- Jacques-Alexis Jacquemin † (17 de noviembre de 1823-16 de junio de 1830 renunció)
- Jacques-Marie-Antoine-Célestin du Pont † (5 de julio de 1830-24 de julio de 1835 nombrado arzobispo de Aviñón)
- Jean-Joseph-Marie-Eugène de Jerphanion † (24 de julio de 1835-27 de enero de 1843 nombrado arzobispo de Albi)
- Jean-Nicaise Gros † (27 de enero de 1843-17 de junio de 1844 nombrado obispo de Versailles)
- Daniel-Victor Manglard † (17 de junio de 1844-17 de febrero de 1849 falleció)
- Louis-Marie-Joseph-Eusèbe Caverot † (20 de abril de 1849-26 de julio de 1876 nombrado arzobispo de Lyon)
- Albert-Marie-Camille de Briey † (26 de julio de 1876-10 de noviembre de 1888 falleció)
- Etienne-Marie-Alphonse Sonnois † (30 de diciembre de 1889-19 de enero de 1893 nombrado arzobispo de Cambrai)
- Alphonse-Gabriel-Pierre Foucault † (19 de enero de 1893-26 de mayo de 1930 falleció)
- Louis-Augustin Marmottin † (2 de agosto de 1930-21 de agosto de 1940 nombrado arzobispo de Reims)
- Emile-Arsène Blanchet † (6 de octubre de 1940-10 de octubre de 1946 renunció[nota 3])
- Henri-René-Adrien Brault † (29 de septiembre de 1947-11 de julio de 1964 falleció)
- Jean-Félix-Albert-Marie Vilnet † (24 de septiembre de 1964-13 de agosto de 1983 nombrado obispo de Lille)
- Paul-Marie Joseph André Guillaume (29 de octubre de 1984-14 de diciembre de 2005 retirado)
- Jean-Paul Mary Mathieu (14 de diciembre de 2005-15 de junio de 2016 retirado)
- Didier Norman Raymond Berthet † (15 de junio de 2016-8 de septiembre de 2023 falleció)[nota 4]